# 邓埠站
邓埠站位于中华人民共和国江西省南昌市南昌县和青云谱区交界迎宾中大道与阳光路交叉口，是南昌地铁3号线的地铁车站，车站于2020年12月26日和3号线一同启用。

## 车站结构
车站为地下二层岛式车站:54。

### 楼层
| 1层  | 地面               | 出入口                           |  |  |
| -1层 | 站厅               | 自动售票机、客服中心             |  |  |
| -2层 |                    | █ 3号线 往银三角北（复兴大道东） |  |  |
|      | 岛式站台，左侧开门 |                                  |  |  |
|      |                    | █ 3号线 往京东大道（八大山人）   |  |  |

### 出入口
| 编号                   | 指示           | 图片 | 建议前往的目的地                 |
| ---------------------- | -------------- | ---- | -------------------------------- |
| 出口 · 1L · 升降机标志 | 迎宾北大道东侧 |      | 凯旋公馆                         |
| 出口 · 3L              | 迎宾北大道西侧 |      | 意环·地铁公馆                    |
| 出口 · 4L              | 迎宾北大道西侧 |      | 气象路、江西信息应用职业技术学院 |
| 註： 設有              |                |      |                                  |

## 历史
- 2014年3月21日公布的“南昌市城市快速轨道交通建设规划（2014-2020）环评”显示本站名为阳光路站，为高架站[2]。
- 2014年10月29日南昌市轨道交通3号线工程项目环境影响评价第一次公示信息确认包括本站在内的3号线所有车站以及路段改为地下敷设[3]
- 2015年5月5日《南昌市城市轨道交通第二期建设规划(2015-2021)》得国家发改委批复，显示本站名为“阳光路站”[4]。
- 2015年7月20日南昌市轨道交通3号线工程环境影响评价文件拟受理情况的公示，[5]公布了《南昌市轨道交通3号线工程环境影响报告书（公示稿）》[1]。
- 2015年8月4日《关于南昌市轨道交通3号线工程规划选址的批前公示》，“阳光路站”位于阳光路与迎宾大道的交叉口[6][7]。
- 2016年8月6日南昌晚报报道了地铁2、3号线车站改名情况；本站改名为岱山站[8]。
- 2017年2月8日公布了《2、3号线站点更名及4号线命名方案获批》，本站名为邓埠站[9]。